# Diodoto II
Diodoto II (en griego antiguo: Διόδοτος Β΄) fue un rey grecobactriano, hijo de Diodoto I. Es conocido por haber firmado un tratado de paz con el rey parto Arsaces, con el fin de prevenir la reconquista seléucida de Partia y la Bactriana:

Pronto, relevado por la muerte de Diodoto I, Arsaces hizo la paz y cerró una alianza con su hijo, también llamado Diodoto; algún tiempo después luchó contra Seleuco, quien vino a reprimir a los rebeldes, pero él triunfó: los partos celebraron este día como el que marcó el comienzo de su libertad.
Marco Juniano Justino, XLI,4

Alrededor del 230 a. C. o 223 a. C., Diodoto fue asesinado por un usurpador, Eutidemo I, fundador de la Dinastía Eutidémica.